# George Pop
George Pop (n. 1887, Popești – d. 1943, Cheșa) a fost un delegat în Marea Adunare Națională de la Alba Iulia ce a reprezentat circumscripția Biharea. Pe lângă rolul pe care la avut în organizarea Marii Adunări de la Alba Iulia a mai avut și funcția de consilier județean iar apoi a fost membru în cadrul comisiei permanente a județului Bihor.

## Biografie
George Pop, s-a născut în comuna Popești, jud. Bihor la data de 18 aprilie 1887. A avut funcția de preot-paroh în comuna Oșorheiu. A contribuit la conștiința și drepturile poporului român și în cel de al Doilea Război Mondial. A decedat în data de 14 august 1943 în comuna Cheșa, jud.Bihor.

## Activitatea politică
A luat parte la Adunare Națională de la Alba Iulia, pe lângă  funcția de preot paroh în comuna Oșorheiu, a mai fost și delegat al 
circumscripției Biharea.